# Wirbelloses Tier des Jahres
Das wirbellose Tier des Jahres wurde von 2001 bis 2007 jährlich vom Umweltzentrum Waldschule Cappenberg ausgerufen, um auf die Gefährdung wirbelloser Tiere und ihrer Lebensräume aufmerksam zu machen. Auch nach der Einstellung der Aktion mit dem Jahr 2007 werden von verschiedenen Vereinen wirbellose Tiere im Rahmen des Projekts Natur des Jahres präsentiert, darunter die Spinne des Jahres, der Schmetterling des Jahres oder die Libelle des Jahres. Das Weichtier des Jahres (Deutschland) und das Insekt des Jahres werden in Deutschland und Österreich nach getrennten Richtlinien präsentiert. Viele Tiergruppen der Wirbellosen wie Würmer oder Krebstiere treten aber durch diese Unterteilung wenig in Erscheinung.

## Liste der wirbellosen Tiere des Jahres
| Jahr | deutscher Name        | wissenschaftlicher Name | Abbildung                  |
| ---- | --------------------- | ----------------------- | -------------------------- |
| 2001 | Kellerassel           | Porcellio scaber        | 2001 Kellerassel           |
| 2002 | Bachflohkrebs         | Gammarus pulex          | 2002 Bachflohkrebs         |
| 2003 | Steinkriecher         | Lithobiidae             | 2003 Steinkriecher         |
| 2004 | Regenwurm             | Lumbricus terrestris    | 2004 Regenwurm             |
| 2005 | Blutegel              | Hirudinea               | 2005 Blutegel              |
| 2006 | Gerandeter Saftkugler | Glomerida               | 2006 Gerandeter Saftkugler |
| 2007 | Zecke                 | Ixodida                 | 2007 Zecke                 |